# .km
.kmは国別コードトップレベルドメイン（ccTLD）の一つで、コモロに割り当てられている。